# Kultur i Albanien
Albanien har under långa perioder lytt under olika härskare och samhällssystem och den albanska kulturen har tidvis blivit hårt trängd, men trots detta har albanerna kunnat bevara sin kulturella identitet.
Kulturen i Albanien undertrycktes av den kommunistiska regeringen, som även förföljde albanska författare och intellektuella. Censur tillämpades strikt. Ur detta uppstod ett litterärt och kulturellt vakuum i syfte att skapa en ny nationell identitet baserad på den kommunistiska ideologin. Från 1990-talet har regeringen stött bevarandet av Albaniens folkkultur. Det finns över 4000 kulturinstitutioner i landet. De främsta är nationalbiblioteket, statskören samt opera- och baletteatern som alla är belägna i huvudstaden Tirana.

## Musik
Albansk folkmusik handlar inte sällan om teman såsom ära, lojalitet och mod. De mest typiska stilarna på sångerna går från heroiska sånger från bergen till den mer komplexa formen, kallad Lieder (en sorts ballad), som är ackompanjerad av olika instrument, och är vanlig i södra Albanien. 
Det vanligaste, mest förekommande instrumentet i Albanien är lutan eller "lahute", som den kallas, och liknar mycket den slaviska guslen. Folkmusiker att nämna från 1900-talet inkluderar Tefta Tashko, Maria Paluca och Georgjija Filce. Två av de mest framstående kompositörerna inom albansk folkmusik är Kristi Kono samt biskop Fan Noli. Traditionell dans är fortfarande mycket utbredd, speciellt i avlägsna byar.

## Konst och arkitektur
Måleriet i Albanien var starkt influerad av den medeltida bysantinska konsten (400-talet till 1400-talet), dock blev de italienska influenserna starkare under renässansen. 
Ikonmåleriet växte som en form av både etablerad konst och folkkonst. Ikonmåleriets stil, skapad i mitten av 1700-talet, förblev så gott som oförändrad fram till det tidiga 1900-talet. Anmärkningsvärda albanska 1900-talskonstnärer inkluderar Vangjush Mijo och Androniqi Zenge, båda delaktiga i att introducera västerländsk impressionism i Albanien under 1930-talet. Odhise Paskal, en annan 1900-talskonstnär, skulpterade albanska hjältar. Den folkliga konsten idag innefattar textiler dekorerade med silverornament, husliga trähantverk och yllemattor.
De äldsta arkitektoniska monumenten i Albanien kan dateras till det första årtusendet f.Kr. och uppfördes av illyrerna. Mellan mitten av första årtusendet f.Kr. och mitten av första årtusendet e.Kr. byggde grekerna och romarna strukturer som än kan synas. Under medeltiden framträdde kristen, religiös arkitektur i Albaniens kristna nord medan islamisk och turkisk arkitektur dök upp i södra delen av landet.
Fram till mitten av 1900-talet dominerades de flesta albanska städer av tvåvåningshus i sten med tegeltak. I skogstäta regioner var husen oftare byggda av trä. Längs kusten byggdes hus av lera, tegel och vass. Idag dominerar massproducerade byggnader i sovjetisk stil i städer och förorter, medan den traditionella arkitekturen fortfarande dominerar på landsbygden och i bergen.

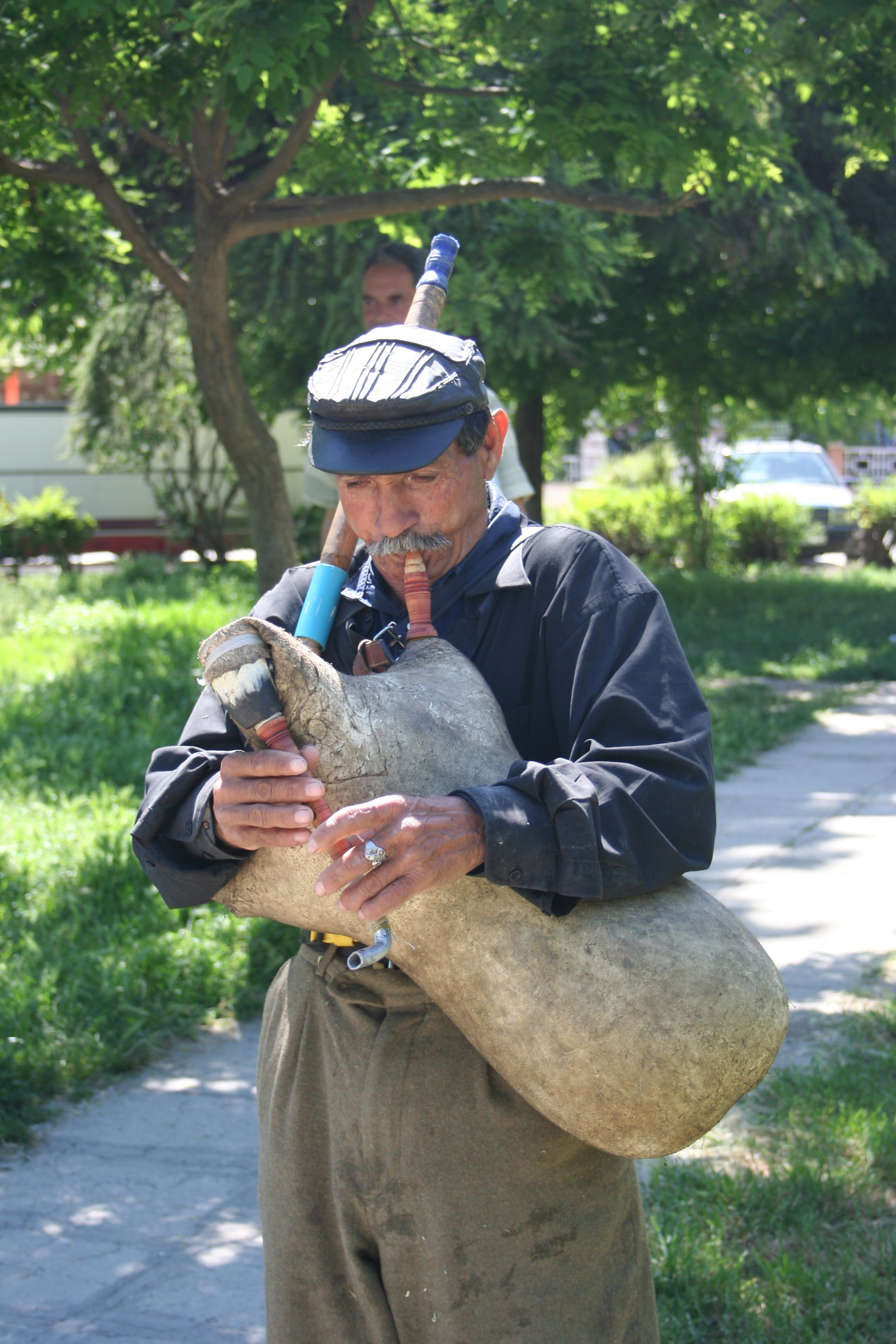
Säckpipeblåsare i Elbasan
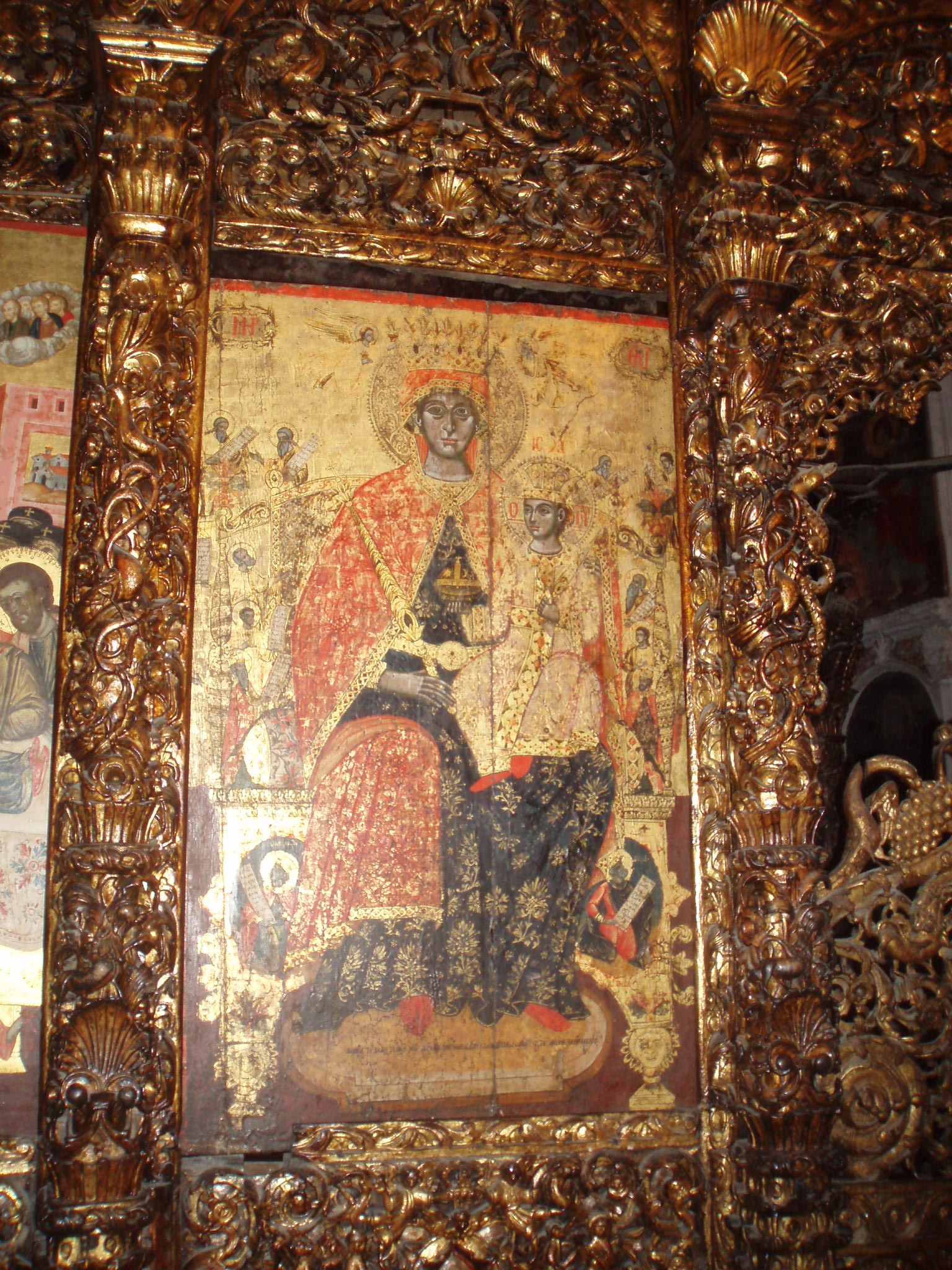
Ikon från Berat
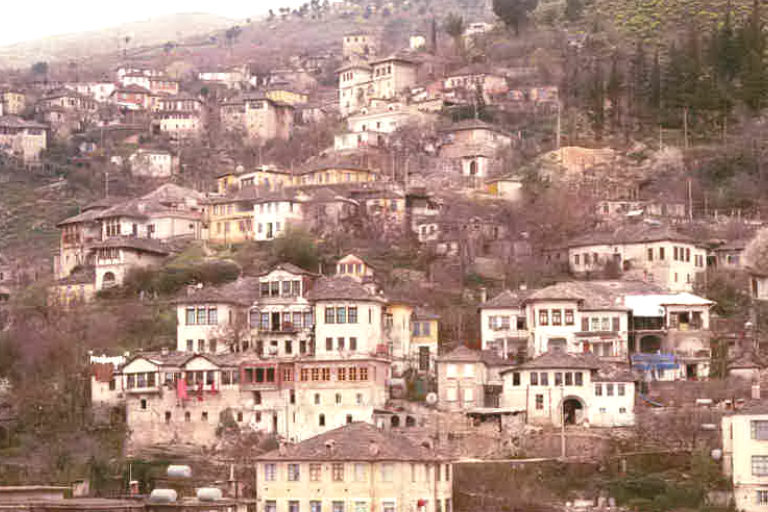
Museistaden Gjirokastër är ett världsarv

## Film och teater
Före första världskriget (1914-1918) var teaterverksamheten i Albanien varken utbredd eller särskilt efterfrågad. Den första albanska teaterpjäsen hette ’Emma’. Den skrevs 1887 av italoalbanen Anton Santori och tog ur olika aspekter upp den albanska diasporan, eller landsflykten. Istället för att spegla nutidsfrågor och berätta om albanernas dagliga liv, höll man sig till dramatiseringar av romantiska, patriotiska skildringar från förr. Den första albanska filmen handlade om Monastirkongressen som sanktionerade det albanska alfabetet år 1908. Alexander Moissi var sin tids ledande skådespelare, men verkade mest i Centraleuropa.
Under kommunisterna blev teatern ett propagandavapen, nya teatrar kom till och pjäser med kommunistiska teman uppmuntrades. Pjäsförfattarna var utsatta för en mer rigorös censur än författare i allmänhet, vilket hämmade kreativiteten och uppkomsten av nya, inhemsk dramatik. Trots detta framträdde under denna period flera talangfulla pjäsförfattare, som exempelvis Loni Papa. Den första episka albanska filmen var Skënderbeu som handlade om den albanske nationalhjälten Skanderbegs liv och samtid. Filmen vann en utmärkelse vid filmfestivalen i Cannes. 
Under 1960-talet spelades det varje år in filmer som huvudsakligen handlade om andra världskrigets ockupation av landet. Filmerna framhävde en överdrivet positiv bild av de kommunistiska partisanerna, för att stödja den sittande regeringen. Under 1970-talet skedde en drastisk reducering av antalet importerade filmer, som ett resultat av kulturella och politiska isolationistiska kampanjer från regeringen. Det resulterade i en ökad inhemsk produktion av filmer: från 5–6 filmer per år i början av decenniet till 8–10 filmer per år under slutet av decenniet. Det hela kulminerade med 14 filmer per år under början av 1980-talet. Såväl dramatik som familje- och barnfilmer producerades under dessa år. 
Under 1970- och 1980-talen producerades det också 20–40 dokumentärer om kulturella element och propaganda. Under denna period föddes också de animerade filmerna med Zana dhe Miri. I slutet av 1980-talet hade Albanien över 450 biografer. Dock var en stor del av utrustningen föråldrad och på väg att falla sönder.
Fram till mitten av 1990-talet undergick den albanska teatern en långsammare utveckling än litteraturen i övrigt. Filmen var också underutvecklad, då man under kommunistperioden mest fokuserat på hjältar och hjältedåd. Populära teman var folkhjälten Skanderbegs kamp mot Turkiet, det albanska motståndet mot utländsk erövring, och konflikten mellan tradition och förnyelse.

### Efter kommunismen
Växlingen från en kommunistisk regim till en mer demokratisk regim under 1990-talet ledde till stora förändringar inom albansk film. Den stora gemensamma filmstudion delades upp i mindre. Under den senare delen av 1990-talet byggdes många nya biografer, speciellt i de större städerna. I huvudstaden Tirana byggdes biografen Millenteum som visar västerländska filmer och mer framstående amerikanska filmer.
Trots minskat politiskt motstånd och färre regler för filmproduktion än under kommunistperioden, hämmas albansk filmindustri än idag av brist på pengar och teknik.

## Besa
Besa är ett kulturellt albanskt hedersord, som direkt översatt betyder "tro" eller "att hålla löftet" och "hedersord". Ordet kommer ursprungligen ifrån Kanun av Lekë Dukagjini, som är en samling av Albanska traditionella seder och kulturella sedvänjor. Besa är en viktig del av en Albansk familjs ståndpunkt. Ordet används ofta som ett exempel på "Albanianism". Någon som bröt sin Besa kunde bli avvisad ifrån individens samhälle. Rötterna till detta hedersord kommer från Code of Leke Dukagjini.

## Litteratur

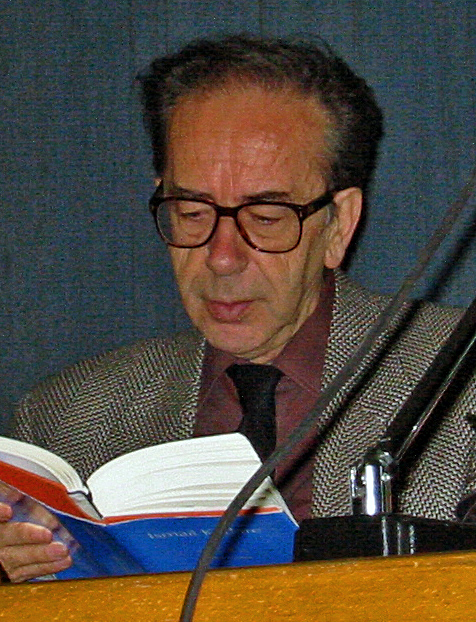
Ismail Kadare 2002

### Tidningar
Bland de större tidningarna kan nämnas Zëri i Popullit, organ för Albaniens socialistparti; Rilindja Demokratike, organ för Albaniens demokratiska parti och Republika, organ för Albaniens republikanska parti. Bland tidskrifterna kan nämnas månadstidningarna Ylli och Nentori, Studime Politiko-Shoqërore som kommer ut kvartalsvis och veckotidningarna and Drita och Pasqyra.

## Matkultur
Det albanska köket påminner om matkulturen i grannländerna på Balkanhalvön. Nära fem århundraden av osmanskt styre har kraftigt påverkat den albanska kulturen och albanernas vardagsliv. I det albanska köket ingår många turkiska rätter som fortfarande äts i hela det före detta Osmanska riket, men några är lokala specialiteter.
Lunchen är albanernas huvudmåltid där sallad av färska grönsaker som tomater, gurka, grön paprika, oliver, olivolja, vinäger och salt ofta förekommer. Efterrätter är mycket vanliga i Albanien och är troligen av grekiskt, turkiskt eller arabiskt ursprung.

## Folkliga traditioner
Sagoväsen i den albanska folkloren är mycket omfattande, men är litet känd för den västerländska publiken.
En urgammal albansk tradition som än idag lever kvar är blodshämnd. Traditionen infördes av den nordalbanska klanledaren Leka Dukagjini som var en av Skanderbegs samtida. Reglerna förmedlades muntligen från generation till generation och nedtecknades av en munk, Shtjefen Gjeqoui, 1929 och översattes till italienska 1941.
Det har framhållits att denna tradition säkert hjälpte folk att inte ljuga, stjäla eller förolämpa varandra och sålunda skapade ett slags solidaritet inom de enskilda klanerna och mellan klanerna. Å andra sidan kunde en enda orätt utvecklas till långvarig blodsfejd, som kunde sträcka sig över flera generationer.

## Kuriosa
I Sverige och i väst är ugglan en symbol för klokhet medan i Albanien och i Kosovo står ugglan för okunnighet och dumhet.